# Curial Edicions Catalanes
Curial Edicions Catalanes és una editorial catalana fundada el 1972 a Barcelona per Max Cahner i Garcia. Ha publicat diverses col·leccions de cultura i història de Catalunya (com Biblioteca de Cultura Catalana, Textos i estudis de cultura catalana o Documents de Cultura), ha traduït clàssics al català, però es distingí entre altres per editar el Petit Curial enciclopèdic (1979) i el Diccionari etimològic i complementari de la llengua catalana (sis volums, 1980-1986) de Joan Coromines i Vigneaux. Alhora, ha editat diverses revistes com Els Marges o Randa. Des d'allà es generà durant molts anys l'elaboració dels continguts d'història i geografia catalanes de la Gran Enciclopèdia Catalana. El seu editor i director és Josep Ferrer i Costa.
El seu fons es troba conservat entre la Biblioteca de Catalunya (documentació sobre la producció editorial) i la Fundació Pere Coromines (correspondència).